# Solto Collina
Solto Collina (ital. "Hügel am Solto") ist eine norditalienische Gemeinde (comune) mit 1790 Einwohnern (Stand 31. Dezember 2023) in der Provinz Bergamo in der Lombardei. Die Gemeinde liegt auf einer Anhöhe zum westlichen Ufer des Lago d’Iseo.
Die Gemeinde grenzt im Osten an die Gemeinde Pisogne der Provinz Brescia.

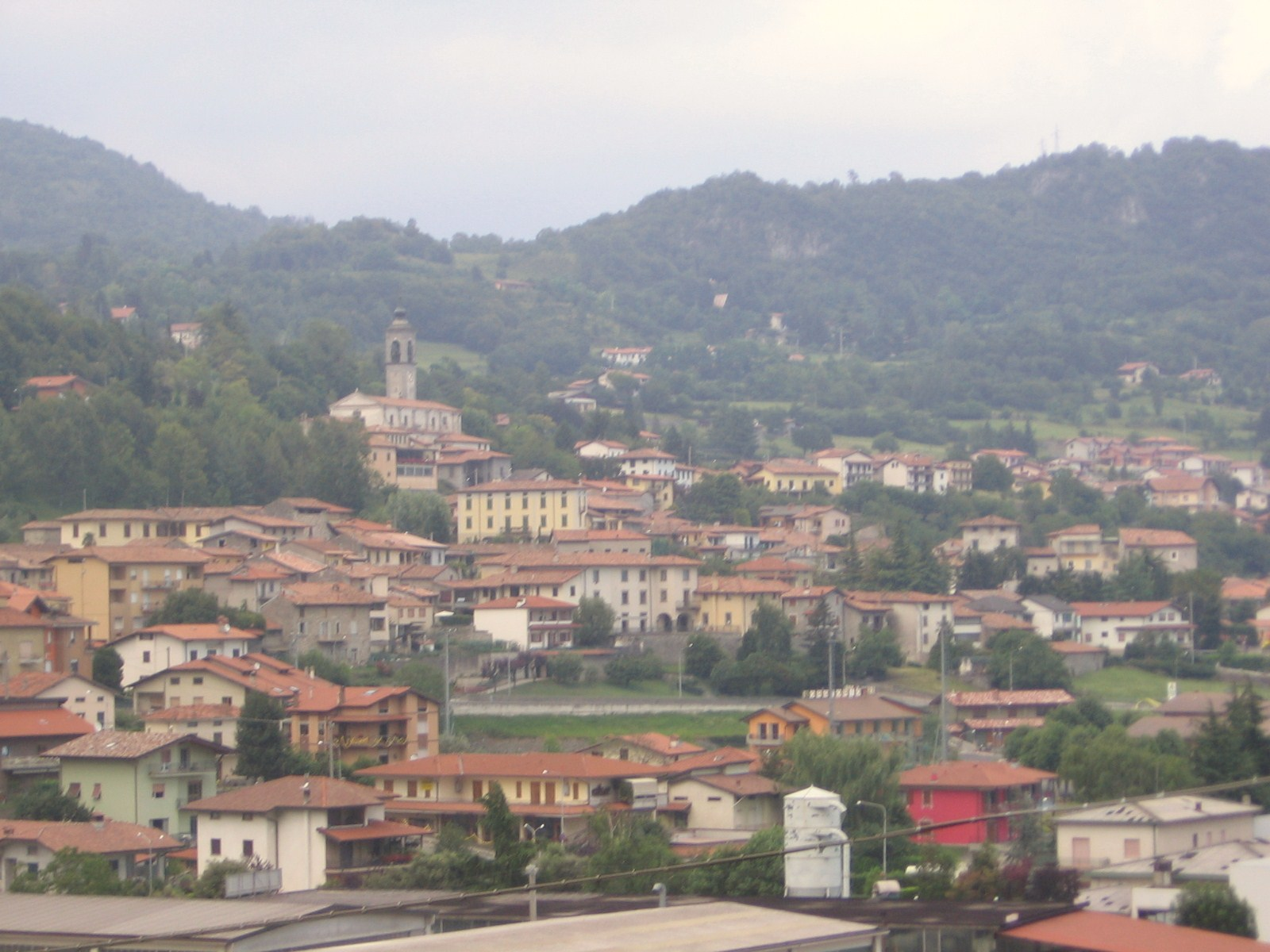
Panorama von Solto Collina

Solto Collina liegt etwa 36 Kilometer von der Provinzhauptstadt Bergamo entfernt.